# Leopoldo Joaquim
Leopoldo Joaquim († 1979) war ein osttimoresischer Freiheitskämpfer.
Joaquim war Mitglied des Zentralkomitees (CCF) der FRETILIN, der Partei, die am 28. November 1975 die Unabhängigkeit Osttimors von Portugal ausgerufen hatte. Doch nur neun Tage später besetzte Indonesien das Land. Die FRETILIN ging in den bewaffneten Kampf gegen die Invasoren.
Anfang 1978 ergab sich Joaquim und stellte sich den indonesischen Sicherheitskräften in Same. Indonesien nutzte die Kapitulation Joaquims zur Propaganda. Flugblätter mit seinem Foto wurden verteilt, um auch andere FRETILIN-Mitglieder zur Aufgabe zu bewegen. Joaquim wurde mehrere Monate im berüchtigten San Tai Ho warehouse inhaftiert, bevor er wieder freigelassen wurde. Aber nur kurz darauf, wurde Joaquim im April 1979 von indonesischen Soldaten aus seinem Haus geholt. Dann fuhr man zum Heim seiner Nichte, der 17-jährigen Maria Gorete Joaquim, die bereits 1976 als Mitglied der FRETILIN-Studentenbewegung UNETIM zeitweise inhaftiert gewesen war. Leopoldo und Maria Gorete Joaquim wurden dann fortgebracht, angeblich zur Arbeit in Baucau, wurden aber nie wieder gesehen. Unbestätigte Meldungen berichteten von deren Hinrichtung.
2015 wurden Dokumente in der Botschaft Australiens in Jakarta bekannt, die vermuten lassen, dass Australien von Indonesien eine Liste von FRETILIN-Führungspersonen erhalten hatte, die bei der Invasion 1975 Ziel der indonesischen Sicherheitskräfte waren. Unter den 19 Personen auf der Liste findet sich auch Leopold Joaquim. Die Liste Steps to Prevent Communist Agitators to Escape war drei Monate vor der Invasion der australischen Botschaft überreicht worden.